# NGC 4605
NGC 4605 é uma galáxia espiral peculiar localizada a cerca de doze milhões de anos-luz (aproximadamente 3,679 megaparsecs) de distância na direção da constelação de Ursa Maior. Possui uma magnitude aparente de 10,1, uma declinação de +61º 36' 28" e uma ascensão reta de 12 horas, 40 minutos e 00,0s.